# 관상 주변
미분기하학에서, 관상 주변(管狀周邊, 영어: tubular neighbo(u)rhood)은 어떤 부분 다양체의 근방과, 이 부분 다양체의 법다발 사이의 위상 동형이다.

## 정의
다음이 주어졌다고 하자.
- 위상 공간 {\displaystyle Y}
- {\displaystyle Y}의 부분 집합 {\displaystyle X\subseteq Y}. 그 포함 사상을 {\displaystyle \iota \colon X\hookrightarrow Y}라고 하자.

{\displaystyle X}의 관상 주변은 다음과 같은 데이터로 주어진다.
- 벡터 다발 {\displaystyle \pi \colon E\twoheadrightarrow X}
- 단사 연속 함수 {\displaystyle f\colon E\to Y}. 이는 {\displaystyle E}와 {\displaystyle f(E)} 사이의 위상 동형을 정의해야 한다..

이는 다음 조건을 만족시켜야 한다.
- 값이 항상 0인 단면 {\displaystyle z\colon X\to E}에 대하여, {\displaystyle f\circ z=\iota \colon X\to Y}이다.

## 성질

### 존재와 유일성
매끄러운 다양체 {\displaystyle M}, {\displaystyle N} 및 매끄러운 매장 {\displaystyle \iota \colon M\hookrightarrow N}이 존재한다고 하자. 그렇다면, {\displaystyle \iota }는 항상 관상 주변을 (하나 이상) 가지며, 이 경우 벡터 다발은 법다발
{\displaystyle \mathrm {N} _{\iota }M=\iota ^{*}\mathrm {T} N/\mathrm {T} M}
으로 잡을 수 있다.
{\displaystyle \iota }의, 법다발에 대한 관상주변들의 집합을 {\displaystyle \operatorname {Tub} (\iota )}라고 하자. 이는 포함 관계
{\displaystyle \operatorname {Tub} (\iota )\subseteq {\mathcal {C}}^{\infty }(\mathrm {N} _{\iota }M,N)}
를 갖는다. {\displaystyle {\mathcal {C}}^{\infty }(\mathrm {N} _{\iota }M,N)} 위에 {\displaystyle {\mathcal {C}}^{\infty }} 위상을 부여할 수 있다. 만약 {\displaystyle M}과 {\displaystyle N}이 추가로 콤팩트 공간이라면, 그 부분 공간 {\displaystyle \operatorname {Tub} (\iota )}는 축약 가능 공간이다.:Proposition 31 즉, 이러한 조건 아래 관상 주변은 호모토피에 대하여 유일하다.

### 폰트랴긴-톰 사상
두 콤팩트 매끄러운 다양체 사이의 매끄러운 매장 {\displaystyle \iota \colon X\hookrightarrow Y}의 관상 주변
{\displaystyle f\colon \mathrm {N} _{\iota }X\to Y}
이 주어졌다고 하자. 그렇다면, {\displaystyle f}의 폰트랴긴-톰 붕괴 사상은 다음과 같은 연속 함수이다.
{\displaystyle \operatorname {coll} (f)\colon Y\to {\frac {Y}{Y\setminus \operatorname {im} f}}\cong \operatorname {Th} (\mathrm {N} _{\iota }X)}
이는 물론 몫공간에 대한 표준적 전사 함수이다. 그 공역 {\displaystyle Y/(Y\setminus \operatorname {im} f)}은 정의에 따라 법다발의 톰 공간 {\displaystyle \operatorname {Th} (\mathrm {N} _{\iota }X)}과 위상 동형이며, 이 위상 동형의 호모토피류는 표준적이다.
특히, {\displaystyle Y=\mathbb {S} ^{k+n}} (초구)인 경우를 생각하자. 휘트니 매장 정리에 따라서, 모든 {\displaystyle n}차원 콤팩트 다양체는 충분히 큰 차원의 초구 {\displaystyle \mathbb {S} ^{k+n}} 속의 매장
{\displaystyle \iota \colon X\hookrightarrow \mathbb {S} ^{k+n}}
을 갖는다. 이 경우, 폰트랴긴-톰 붕괴 사상은 호모토피 군의 원소
{\displaystyle \operatorname {coll} (\iota )\colon \mathbb {S} ^{k+n}\to \operatorname {Th} (\mathrm {N} _{\iota }X)}
를 정의한다. 법다발은 {\displaystyle \operatorname {O} (k)}의 구조를 가지므로, 분류 공간 {\displaystyle \operatorname {BO} (k)}로 가는, 법다발을 분류하는 사상 {\displaystyle \phi _{\iota }\colon X\to \operatorname {BN} (k)}을 찾을 수 있다. 즉,
{\displaystyle \mathbb {S} ^{n+k}\,{\xrightarrow {\operatorname {coll} }}\,X\,{\xrightarrow {\phi }}\,\operatorname {BO} (k)}
이다.
선형 포함 관계
{\displaystyle \mathbb {R} ^{0}\hookrightarrow \mathbb {R} ^{1}\hookrightarrow \mathbb {R} ^{2}\hookrightarrow \dotsb }
의 알렉산드로프 콤팩트화
{\displaystyle \mathbb {S} ^{0}\hookrightarrow \mathbb {S} ^{1}\hookrightarrow \mathbb {S} ^{2}\hookrightarrow \dotsb }
에 따라, 이는 톰 스펙트럼(영어: Thom spectrum)이라는 어떤 스펙트럼의 안정 호모토피 군의 원소를 정의한다. 이는 사실 매장 {\displaystyle \iota }에 의존하지 않으며, {\displaystyle M}의 보충 경계에 대한 모든 정보를 담고 있다 (톰 정리 영어: Thom’s theorem).

## 역사
폰트랴긴-톰 붕괴 사상은 르네 톰과 레프 폰트랴긴의 이름을 땄다.

## 참고 문헌
1. ↑  Godin, Veronique (2007). “Higher string topology operations” (영어). arXiv:0711.4859.